# メレディス・コーポレーション

1979年から2009年まで使用されていたロゴ

メレディス・コーポレーション（英: Meredith Corporation）は、アメリカ合衆国アイオワ州デモインに本拠を置くメディア・コングロマリットである。同社は雑誌、ウェブサイトを所有している。メレディスの出版物の読者数は1億2,000万人以上、有料発行部数は4,000万部以上、ウェブサイトの月間ユニークビジター数は1億3,500万人近くにのぼる。

## 歴史

### 初期
1902年、祖父の経営する大衆週刊紙『ファーマーズ・トリビューン』の経営に関わっていたエドウィン・メレディス（後の農務長官）は、農業が主産業であったアイオワ州で農業従事者向けの雑誌『サクセスフル・ファーミング』(Successful Farming)を創刊し、その発行母体としてメレディス・コーポレーションを設立し独立した。
1922年、メレディス社は家庭・家族向けの雑誌『フルーツ・ガーデン・アンド・ホーム』(Fruit, Garden and Home)の出版を開始した。1924年、この雑誌は『ベター・ホームズ・アンド・ガーデンズ』(Better Homes and Gardens)と改題され、改題第1号をニューススタンドで10セントで発売した。1930年、同社は『ベター・ホームズ・アンド・ガーデンズ・クックブック』の初版を出版した。1946年に公開会社となり、1965年にニューヨーク証券取引所に上場した。
株式の公開後、メレディスは数十年に渡るテレビ局の買収を開始した。

### 2012年以降
2013年2月、メレディスとタイム・ワーナーは、タイム社の買収の可能性について話し合いを行った。当時のタイム・ワーナーは、タイム社を別会社として会社分割することを選択した。
2015年9月8日、ローカルテレビ局を運営するメディア・ジェネラルはメレディスを24億ドルの現金と株式で買収する意向を発表した。規制当局と株主の承認が得られれば、この取引は2016年6月に完了する予定だった。統合された会社はメレディス・メディア・ジェネラル(Meredith Media General)という名称になり、アメリカで3番目に大きなテレビ局の所有者となって、全米の約30%の世帯にサービスを提供することになるはずだった。メディア・ジェネラルの株主が65%、メレディスの株主が35%の株式を保有する予定だった。しかし、この買収には同業のネクスター・ブロードキャスティング・グループが反対。結果、メディア・ジェネラルはネクスターに46億ドルで買収された。
2017年2月には、メレディス社とエドガー・ブロンフマン・ジュニア率いる投資家グループがタイム社の買収の可能性を再検討していると報じられた。2017年11月26日、メレディス社がタイム社を28億ドルで買収することが発表された。そのうち6億4000万ドルをコーク兄弟（コーク・エクィティ・デベロップメント）が拠出したが、コーク兄弟は取締役会に役員を送らず、いずれの方法でも同社の運営に影響を与えないとした。
2018年1月31日、メレディス社はタイム社の買収を完了した。メレディス社はタイム社の看板と言及を削除し、タイム社のウェブサイトはメレディス社のウェブサイトにリダイレクトされるようになった。
買収終了からわずか6週間後の2018年3月、メレディス社は200人の従業員をレイオフし、今後10か月間で最大1000人をレイオフし、『タイム』『フォーチュン』『マネー』『スポーツ・イラストレイテッド』の売却を検討すると発表した。メレディス社は、これらのブランドは「強力な消費者層にリーチしている」にもかかわらず、同社のコアとなるライフスタイルの資産とは一致していないと感じていた。ハワード・ミルスタインは2018年2月7日にメレディス社から『ゴルフマガジン』を買収すると発表し、子会社のタイムUK社は、2月下旬にイギリスのプライベート・エクイティ・ファンドのエピリス（後にTIメディアに改称）に売却された。2018年9月、メレディス社は『タイム』をマーク・ベニオフとその妻のリンに1億9千万ドルで売却すると発表した。2018年11月、メレディス社は『フォーチュン』をタイの実業家で親族がCPグループを保有するチャチャバル・ジアラバノンに1億5千万ドルで売却すると発表した。『マネー』の売却先は見つからず、メレディス社は2019年4月に、2019年7月をもって同誌の印刷版の発行を中止し、オンライン版のMoney.comの運営をメレディス社で継続することを発表した。2019年5月、メレディス社は『スポーツ・イラストレイテッド』をオーセンティック・ブランズ・グループに1億1000万ドルで売却することを発表した。
2019年10月、メレディス社は『マネー』のブランドとウェブサイトを、プエルトリコに拠点を置くメディア・広告会社Ad Practitioners LLCに売却した。売却条件は明らかにされなかったが、情報筋によると、売却額は2000万ドル強であり、メレディス社が2019年初頭に求めていた1000万ドルを上回っていた。
2019年11月、同社はタイム社の買収で取得した資産のうち、SNSサイトMyspaceを所有するデジタル広告会社Viant Technology Holding Inc.の株式の60%を手放した。
2021年5月3日にローカルテレビ局を運営するグレイ・テレビジョンが、メレディスのローカルメディア部門を27億ドルで買収することを発表。メレディスが保有していた17のテレビ局（12都市・地域）は、同年12月1日からグレイに経営権が移った。また、同年10月6日には米IAC傘下のドットダッシュがメレディスのデジタル事業と雑誌事業を買収し、新企業名はドットダッシュ・メレディスになると発表した。

## 部門
メレディスの事業は主力とする、雑誌やデジタルメディアが属する。

### ナショナルメディア

#### 雑誌
現在刊行中の雑誌：
- 25 Beautiful Homes
- Ageless Iron
- Allrecipes Magazine
- American Baby
- American Patchwork & Quilting
- Better Homes and Gardens[16]
- Country Life
- Diabetic Living
- Do-It-Yourself
- Eat This, Not That
- EatingWell
- Entertainment Weekly（タイム社から）[16]
- Every Day with Rachael Ray
- FamilyFun
- Fitness
- Food & Wine
- Health
- InStyle（タイム社から）[16]
- Living the Country Life
- Midwest Living
- Parents[16]
- People（タイム社から）[16]
- Practical Boat Owner
- Real Simple（タイム社から）[16]
- Shape
- Siempre Mujer
- Southern Living
- Successful Farming
- Traditional Home
- Travel + Leisure（タイム社から）[16]
- Wood

廃刊された主な雑誌：
- Family Circle[28]
- 『マネー』（タイム社から）[29]
- More[30]
- Readymade
- Scrapbooks Etc.

#### デジタルメディア
- Allrecipes.com[31]
- mywedding.com[32]